# میرجاوه
میرجاوه، مرکز شهرستان میرجاوه در استان سیستان و بلوچستان است که در منطقه سرحد بلوچستان و ۷۵ کیلومتری جنوب شرقی شهر زاهدان واقع است.
گذرگاه مرزی میرجاوه شرقی‌ترین دروازهٔ ورودیِ ایران و یکی از مرزهای قانونی در جنوب شرق کشور است که رفت و آمد گردشگران خارجی و داخلی از این معبر صورت می‌گیرد و از طریق راه‌آهن، ایران را به شبه‌قاره هند متصل می‌کند. یکی از قدیمی‌ترین گمرکات کشور، گمرک میرجاوه با قدمتِ بیش از صد سال است که در آن صادرات و واردات صورت می‌گیرد.
میرجاوه گذرگاه اصلی جاده بین ایران و پاکستان است. پاسگاه مرزی پاکستان در تفتان است. میرجاوه همچنین نقطه‌ای است که خط راه‌آهن پاکستان در مسیر کویته به زاهدان از مرز عبور می‌کند. از زمان ساخت این خط ریلی در سال ۱۹۲۱، این خط ریلی منزوی بود و از طریق راه‌آهن دیگری به شبکه راه‌آهن ایران متصل نشده‌بود. در حدود سال ۲۰۰۷، اقداماتی برای پیوند دادن این خط با بقیه شبکه راه‌آهن ایران از طریق بم انجام شد. این امر اکنون به انجام رسیده‌است. از آنجایی که ابعاد ریلی راه‌آهن ایران و پاکستان متفاوت است، به‌ترتیب با اندازه استاندارد و اندازه ۵ فوت ۶ اینچ (۱۶۷۶ میلی‌متر) در زاهدان یک ایستگاه تغییر شاسی قطار و مرکز بارگیری ساخته شده‌است.
گورستان هفتاد ملا و غار لادیز و باغات تمین از جاذبه‌های تاریخی و گردشگری منطقه میرجاوه هستند.

## جمعیت
بر اساس سرشماری سال ۱۳۹۵، جمعیت آن ۹٬۳۵۹ نفر بوده‌است.

## پیشینه
میرجاوه محل اسکان طوایف بلوچ، به ویژه طایفه ریگی، میربلوچزهی، گمشادزهی، تمندانی و ترشابی است. منطقه میرجاوه را نادرشاه افشار به میر بولان ریگی، یکی از اجداد طایفه ریگی، اهدا کرد. علت این اقدام نادرشاه افشار، همراهی میربولان به او در نبرد با هند خدمت کرده بود و در اصل یکی از فرماندهان نادر شاه بوده که بخاطر زیرکی خدمت بسیار به او لقب میر بولان داده شده.نام میرجاوه در زبان بلوچی به معنی «جایگاه میر» (سکونتگاه امیر) است و به همین موضوع تاریخی اشاره دارد.
بارزترین چشم‌انداز میرجاوه، رودخانه آنجاست که از کچه‌کوه سرچشمه می‌گیرد و از وسط دره‌ای وسیع عبور می‌کند. این رود در مرز مکران و کلات (ایران و پاکستان) تلخ‌آب (تهلاپ: در زبان بلوچی) نامیده می‌شود و سپس در ریگزارهای هامون ماشکید فرومی‌رود.
در زمان احداث راه‌آهن، با ایجاد منبع و لوله‌کشی، قسمتی از این رودخانه به ایستگاه راه‌آهن میرجاوه آورده شد و با واگن‌های ویژه، از میرجاوه به تمام ایستگاه‌های بین راه حمل می‌شد.
هوای میرجاوه گرم و محیط طبیعی آن محیطی خشک است. در آنجا ریزش باران به صورت رگبار است که به علت پستی و بلندی زمین، باعث وقوع سیل می‌شود. میانگین بارندگی سالانه میرجاوه در خلال سال‌های ۱۳۵۳ تا ۱۳۶۶ خورشیدی، ۷/۹ میلی‌متر بوده که از متوسط بارندگی سالانه در ایران بسیار کمتر بوده‌است.
در قدیم در میرجاوه دو چاه آب وجود داشت: یکی چاه شهرداری که آب لوله‌کشی میرجاوه را تأمین می‌کرد و دیگری چاه راه‌آهن که آب هر دو شور بود و کمتر برای آشامیدن استفاده می‌شد. عمق هر دو چاه حدود ۱۷۰ متر بود. آب کشاورزی و آب آشامیدنی مردم از آبی بود که از لادیز و از فاصله ۲۰ کیلومتری میرجاوه می‌آمد. این آب از چهار قنات که به فواصل مختلف از یکدیگر قرار داشتند، سرچشمه می‌گرفت.
در سرشماری عمومی نفوس و مسکن آبان ۱۹۷۶/۱۳۵۵م میرجاوه دهستان نامیده شد و در آن زمان ۲هزار و ۱۹۰ نفر جمعیت داشت.

## مردم و فرهنگ
مردم شهرستان میرجاوه از قومیت بلوچ و اهل سنت حنفی می‌باشند. زبان مردم شهرستان میرجاوه بلوچی است. بیشتر ازدواج‌ها درون‌گروهی و قومی است و مردم برای ریش‌سفیدان و بزرگان طوایف احترام قائل می‌شوند. درصد طلاق به دلیل نکوهیده دانستن آن بسیار ناچیز است و معمولاً بسیار به ندرت اتفاق می‌افتد. مردم پایبند سنت‌های قومی‌قبیله‌ای‌اند و لباس محلی می‌پوشند و به زبان بلوچی با لهجه سرحدی تکلم می‌نمایند و تفاوت‌های ناچیزی بین لهجه‌ها موجود است. همچنین مردم پایبند سنن مذهبی هستند و حضور پررنگی در آیین‌های مذهبی و قومی دارند.

## کشاورزی
فرآورده‌های شهرستان میرجاوه با توجه به تفاوت‌های اقلیمی در سه بخش آن متنوع هستند. در بخش ریگ ملک و مرکزی کِشته‌ها بیشتر گندم، جو، ذرت، یونجه و نخل خرما است.
ولی در بخش لادیز با توجه به لطافت هوا در این بخش و وجود منابع آبی در کوهستان‌ها فرآورده‌های کشاورزی بیشتر و عبارت است از گندم، جو، ذرت، یونجه، کلزا، پیاز، گوجه فرنگی، نخود، عدس، لوبیا و محصولات جالیزی.
در بحث باغداری تمام میوه‌های سردسیری و حتی خرما در بخش لادیز بعمل می‌آید که مواردی از آن عبارتند از: زردآلو، آلو، هلو، شلیل، گردو، بادام، آلبالو، گیلاس، زرشک و انواع و اقسام میوه‌های دیگری مثل توت، شاه‌توت و … بعمل می‌آید.